# Slivonja Jarek
Slivonja Jarek is een plaats in de gemeente Krapinske Toplice in de Kroatische provincie Krapina-Zagorje. De plaats telt 115 inwoners (2001).